# Las Higueras
Las Higueras es una ciudad situada en el departamento Río Cuarto, provincia de Córdoba, Argentina.
Se encuentra situada sobre la RN 158 a 10 km de la ciudad de Río Cuarto
La principal fuente de ingresos es la agricultura y la ganadería. Complementariamente a estas actividades, existen en la localidad frigoríficos y algunas fábricas de maquinarias agrícolas.
En esta localidad está situada una base de la Fuerza Aérea Argentina, la Universidad Nacional de Río Cuarto y el Seminario Mayor Jesús Buen Pastor.
La fiesta patronal es el 27 de noviembre, fiesta de la Virgen de la Medalla Milagrosa.

## Geografía

### Población
Forma un solo aglomerado con la ciudad de Río Cuarto, el Gran Río Cuarto, el segundo aglomerado de la provincia de Córdoba, siendo la población total del aglomerado de 163 048 habitantes (Indec, 2010).
Cuenta con 9867 habitantes (Indec, 2022), lo que representa un incremento del 37,1% frente a los 6202 habitantes (Indec, 2010) del censo anterior.
| Gráfica de evolución demográfica de Las Higueras entre 1980 y 2022 |
|                                                                    |
| Fuente: Censos nacionales del INDEC                                |

## Despliegue de lasFuerzas Armadas argentinas
| Unidades pertenecientes a la Dirección General de Material |
| ---------------------------------------------------------- |
| Área Material Río Cuarto                                   |
| Aeropuerto de Río Cuarto                                   |

## Parroquias de la Iglesia católica en Las Higueras
| Diócesis  | Villa de la Concepción del Río Cuarto  |
| --------- | -------------------------------------- |
| Parroquia | Nuestra Señora de la Medalla Milagrosa |